# Boethus schizoceri
Boethus schizoceri är en stekelart som först beskrevs av Riley och Howard 1888.  Boethus schizoceri ingår i släktet Boethus och familjen brokparasitsteklar. Inga underarter finns listade.